# Microcalcarifera haemobaphes
Microcalcarifera haemobaphes là một loài bướm đêm trong họ Geometridae.